# Ueda Arisawa

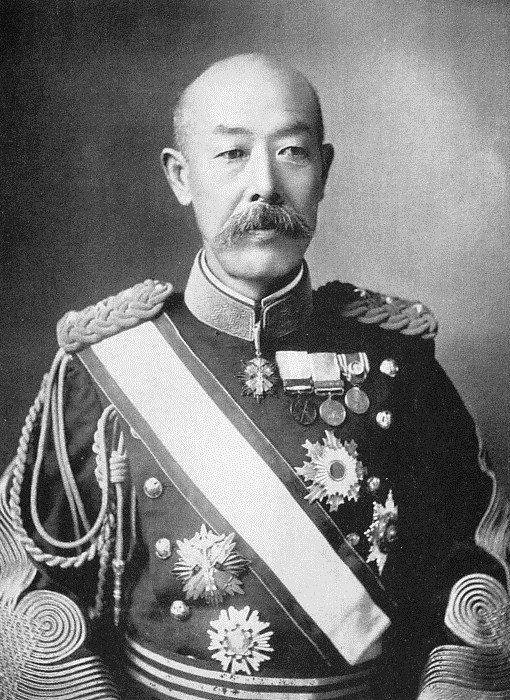
Ueda Arisawa, 1913

Danshaku Ueda Arisawa (jap. 上田 有沢; * 27. März 1850 im Lehen Tokushima, Japan; † 30. November 1921) war ein General des Kaiserlich Japanischen Heeres.

## Leben
Ueda wurde im Lehen Tokushima, der heutigen Präfektur Tokushima, in eine Samurai-Familie geboren. Er nahm 1877 an Niederschlagungen von Aufständen während der Satsuma-Rebellion im Rang eines Hauptmanns teil und führte dabei das 2. Bataillon des 11. Regiments.
Während des Ersten Japanisch-Chinesischen Krieges war er im Rang eines Obersts Generalstabschef der 5. Division unter Generalleutnant Nozu Michitsura.
Zu Beginn des Russisch-Japanischen Krieges war Ueda Generalleutnant und wurde im Mai 1904 zum Kommandeur der 5. Division ernannt, die zu Anfang des Krieges der 4. Armee zugeordnet war. Wegen der hohen Verluste, die seine Division bei der Erstürmung des Putilow-Hügels während der Schlacht am Shaho erlitten hatte, wurde er im November 1904 seines Kommandos enthoben und zum Befehlshaber der Taiwan-Garnison (Taiwan-Armee) ernannt. Dies schadete jedoch der Karriere Uedos nicht, und 1907 folgte die Ernennung zum Danshaku nach dem japanischen Adelssystem des Kazoku.
1912 wurde Ueda zum General befördert und ging 1917 in den Ruhestand. Er starb am 30. November 1921.

## Auszeichnungen
- Kriegsmedaille, 1894
- Orden vom Goldenen Weih, 4. Klasse, 1894
- Orden der Aufgehenden Sonne mit dem Großkreuz des Paulownien-Ordens, 1. Klasse, 1906
- Kriegsmedaille, 1904/05
- Orden vom Goldenen Weih, 2. Klasse, 1906